# Storia di Massa

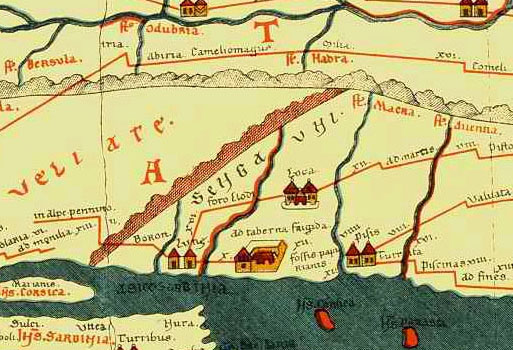
Il tratto della Tabula Peutingeriana (Pars IV, Segmentum IV) in cui è rappresentata la zona apuana con l'indicazione ad taberna frigida, la statio romana comunemente identificata con Massa o, talvolta, la sua frazione Marina di Massa.

## Le origini
La storia di Massa, capoluogo di provincia della Toscana settentrionale a breve distanza dai confini con la Liguria, risale al paleolitico e al neolitico, come attestato dai ritrovamenti archeologici, comprendenti i resti di alcune tombe con armi e arredi, che testimoniano con certezza la presenza umana in quel territorio appartenente all'antica Lunigiana. Un primo insediamento abitativo sorse però solo in età romana (le tabernas Frigidas della Tavola Peutingeriana, probabilmente una statio per i viaggiatori) finché, nell'882, non compare l'attestazione scritta di un borgo chiamato Massa prope Frigidum. Feudo degli Obertenghi in età medievale, passò quindi nelle mani del vescovo di Luni (Massa Lunense), per poi sottostare alternativamente al predominio di Pisa (Uguccione della Faggiola), Firenze e Lucca (Castruccio Castracani). Nel 1441 Massa si sottomise al marchese di Fosdinovo Antonio Alberico Malaspina per poi passare in mano ad uno dei figli di questi, Giacomo (Jacopo) Malaspina. Fu dunque appannaggio dei Malaspina (Massa del Marchese) e, per via matrimoniale, prima dei Cybo (Massa Cybea), poi degli Este e infine degli Asburgo-Este. Spazzati via gli antichi signori con l'avvento di Napoleone, Massa fece parte della Repubblica Cisalpina, del Regno Italico e poi del Principato di Lucca e Piombino, creato per la sorella di Napoleone Elisa Bonaparte Baciocchi. Dopo il Congresso di Vienna (1815) ritornò alla legittima sovrana Maria Beatrice d'Este, ultima esponente della casata, ed alla sua morte nel 1829 sotto gli Asburgo-Este entrando a far parte del Ducato di Modena (Massa Ducale). Il 1859 vide il plebiscito di adesione al Regno di Sardegna e quindi al nascente Regno d'Italia, di cui poi la città seguì le successive vicende storiche.

## I Liguri Apuani
La nascita e lo sviluppo della città di Massa sono fortemente legati alla sua collocazione geografica e alla morfologia del territorio. Il territorio è distinto in tre parti: una fascia montuosa, una zona intermedia pedemontana bagnata dal fiume Frigido e una fascia litoranea acquitrinosa. I primi insediamenti sorsero sulla fascia montuosa per opera di gruppi semiselvaggi di Liguri Apuani, ribelli ad ogni dominazione. Fondarono i paesi di Pariana, Altagnana, Bergiola, Mirteto, Forno, Resceto, Casette, Caglieglia e Casania, paesi in cui sono stati ritrovati loro utensili e oggetti di uso quotidiano. Nel II secolo a.C. furono combattuti, vinti e deportati nel Sannio dai Romani.

## La presenza romana
Con la presenza dei Romani per il territorio di Massa inizia la vera e propria fase storica. La costruzione nel 109 a.C. della via Emilia Scauri (dal nome del censore Marco Emilio Scauro) diede una spinta decisiva allo sviluppo commerciale del territorio, a tal punto che la cittadina di Luni alla fine del I secolo a.C. era divenuta uno dei centri commerciali più fiorenti e popolati del giovane Impero Romano. Dal suo porto veniva infatti spedito il pregiato e richiestissimo marmo delle Alpi Apuane; inoltre, sul golfo di Bocca di Magra i ricchi patrizi romani iniziarono a costruire le loro ville estive e le terre un tempo occupate dai Liguri Apuani furono riassegnate ai soldati veterani di Roma che ne iniziarono la coltivazione e costruirono i primi villaggi, piccoli centri di case private e servizi che prendevano la consistenza di una massa. Sull'Emilia Scauri, nell'attuale villaggio San Leonardo, nacque la mansio romana di "Taberna Frigida", in seguito diventata l'ospedale gerosolimitano di San Leonardo al Frigido.
Tutto decadde con la fine dell'Impero Romano. La pianura apuana fu oggetto di razzie e scorribande da parte dei barbari che fecero cessare i commerci e la popolazione terrorizzata abbandonò gli insediamenti litoranei per rifugiarsi sulle colline. I campi non più curati tornarono ad assumere l'aspetto di acquitrini e Luni fu lasciata all'incuria del tempo, sepolta da metri di fango.

## Le fornaci romane di Piazza Mercurio
A sostenimento dell'ipotesi di un castrum precedente alla Rocca Malaspina, e quindi un insediamento romano in città, abbiamo la scoperta di alcuni ritrovamenti in Piazza Mercurio: sono state dissotterrate, durante gli scavi del 2012 dovuti alla ripavimentazione di Piazza Mercurio e alcune zone circostanti, due fornaci romane, i resti di un muro, un contrafforte e strumenti vari. Le prime, sono di diversa grandezza e fattura, quindi probabilmente servivano a scopi diversi. I muri sono probabilmente i resti di un capannone o fattoria adibita alla preparazione delle merci, mentre il contrafforte serviva sicuramente da contenimento della collina sovrastante. Sono state trovate anche due vasche, per la depurazione dell'argilla, varie anfore e monete romane. Sicuramente, attorno alla piazza si sviluppò un qualche tipo di centro abitato, e ciò porta alla conclusione che Massa, dopo l'arrivo dei Liguri Apuani, sia stata frequentata anche dai Romani, che secondo la versione ufficiale non toccarono mai la valle del Frigido, se non a Taberna Frigida.

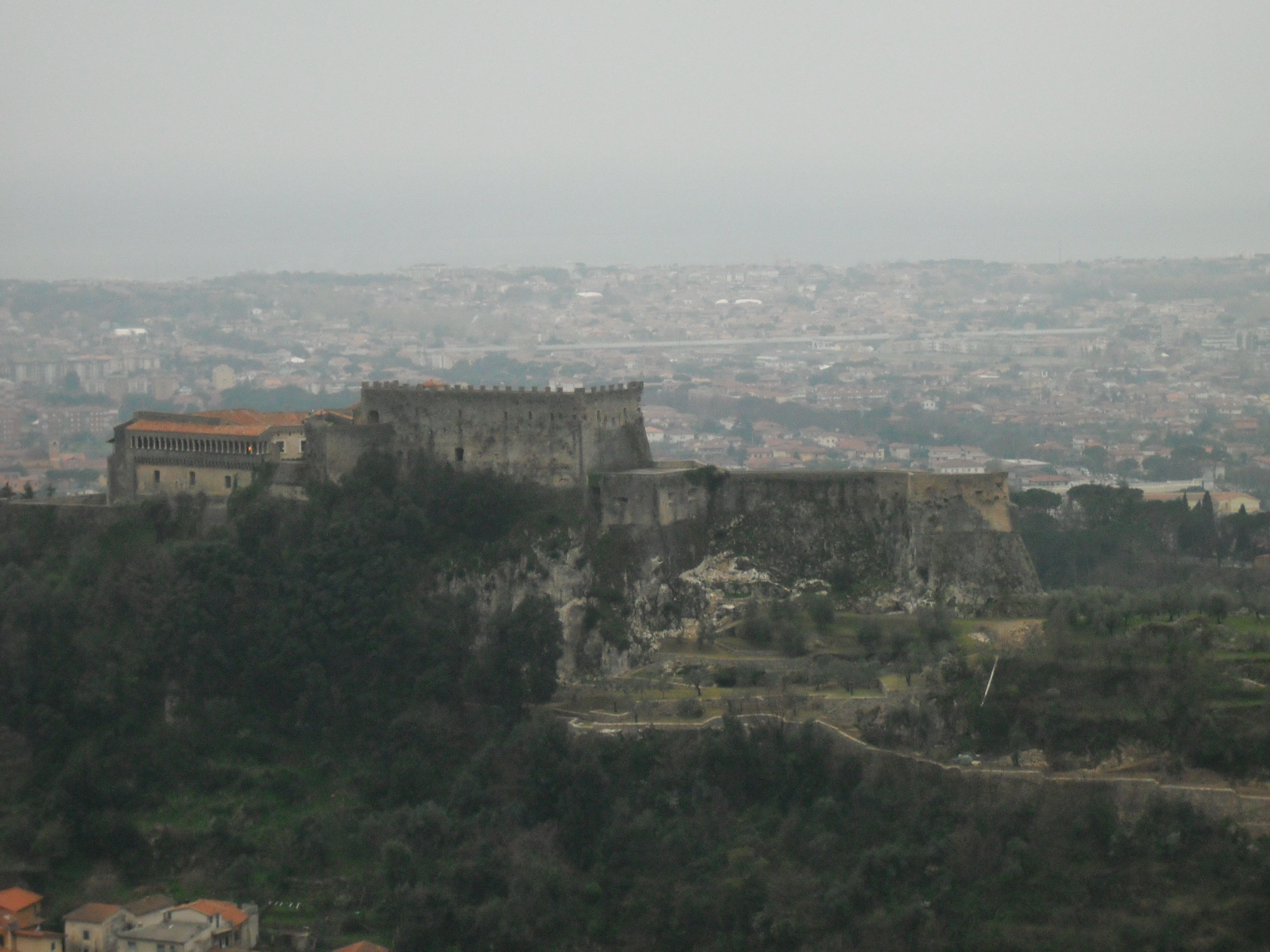
Il complesso fortificato della Rocca Malaspina domina il paesaggio di Massa dall'alto di uno sperone roccioso.

## Gli Obertenghi
In seguito i nuovi dominatori, i Longobardi, per secoli quasi si dimenticarono di questa parte del loro regno fino a quando il territorio apuano si trovò incluso nel beneficio concesso dall'imperatore Ottone I di Sassonia al nobile longobardo Oberto I, attorno alla metà del X secolo. 

Gli Obertenghi edificarono sul colle dove in precedenza sorgeva un castrum romano il primo nucleo architettonico di quella costruzione che diverrà poi il castello o Rocca Malaspina e il termine "massa", che indicava l'insieme delle abitazioni lungo il Frigido, fu assunto come nome proprio del piccolo borgo. 
Massa (cui si aggiunse l'appellativo Lunense per distinguerla dalle altre masse) veniva usata dagli Obertenghi come base di partenza per sanguinose imprese di conquista che li spinsero fino in Corsica. Non esiste tuttavia nessuna testimonianza sul territorio della presenza obertenga, le uniche tracce di questa potente famiglia rimangono in diplomi e documenti mal leggibili.

## Dalle vicarìe ai Malaspina
Dopo la fine del dominio obertengo il territorio apuano si ritrovò al centro di una tumultuosa lotta di potere fra Lucca, Pisa e i Vescovi di Luni (da cui il nome di Massa Lunense), riflesso locale di quell'anarchia politica e religiosa che funestò l'Italia a causa della feroce rivalità che si stava consumando fra Impero e Papato. 
Risulta dunque difficile stabilire quale fosse l'ordinamento politico del territorio durante questa fase che ebbe termine dopo il Mille, quando il pieno controllo della zona fu preso dal comune di Lucca fondando una vicarìa imperiale. 
Sotto la dominazione lucchese, Massa, per oltre un secolo (fra il Tre e il Quattrocento), visse un periodo di tranquillità e prosperità. Si sviluppò infatti un'attiva borghesia di proprietari e mercanti che assunse il controllo della vita economica locale e che avrebbe potuto assumere il controllo politico di Massa e includerla in quell'insieme di piccoli comuni che poi la famiglia Medici avrebbe trasformato in potenza europea.
Le cose in realtà andarono diversamente, le vicinìe più importanti che costituivano Massa (Antona, Mirteto e Bagnara) scelsero di organizzarsi insieme per amministrare il territorio, spinte dal senso di "vita comunitaria" e dalla solidarietà tra vicini. 

Il tentativo di rendersi indipendenti e di costituire un nuovo comune toscano fallì. Mentre altri Comuni come Firenze, Lucca e Pisa stavano vivendo il loro periodo di massimo splendore, Massa non poteva essere ancora considerata un Comune, ma rimaneva semplicemente un'espressione topografica sulla mappa. In seguito, vista l'impossibilità di diventare un centro politico-economico indipendente, i boni homines delle tre vicinìe principali di Massa si riunirono per scegliere il Signore al quale affidarsi e nel 1441 si dettero ai Malaspina di Fosdinovo, mentre era marchese Antonio Alberico I Malaspina.
In realtà, i Marchesi Malaspina di Fosdinovo avevano già un potere, almeno formale, sull'area del massese. Infatti, Massa era entrata, fin dalla nascita avvenuta nel 1355, nell'orbita del Marchesato di Fosdinovo, che nel 1359, alla morte di Gabriele Malaspina, venne spartito tra i fratelli di questi, Guglielmo e Galeotto Malaspina. In particolare, Massa spettò a Guglielmo, la cui discendenza si estinse ben presto, nel 1374. Così, i suoi possedimenti, tra cui Massa, tornarono nelle mani dei discendenti di Galeotto, Spinetta e Leonardo Malaspina. In particolare spettò a Leonardo, che, col nome di Leonardo I Malaspina, diventò nel 1393 Marchese di Castel dell'Aquila.

## La Massa dei Marchesi Malaspina di Fosdinovo
Il Marchese di Fosdinovo Antonio Alberico I Malaspina, alleato della Repubblica Fiorentina, aveva occupato i territori di Carrara, Avenza, Moneta e Massa, fino ad allora dipendenti da Lucca già una prima volta negli anni in cui questa fu in guerra con Firenze (e cioè, dal 1430 al 1442), ma già nel 1432 aveva perso le città e le terre appena conquistate in favore di Niccolò Piccinino, capitano di ventura al soldo di Filippo Maria Visconti, duca di Milano, ma, solo un anno dopo, a seguito del Trattato di Ferrara, stipulato il 26 aprile 1433, il duca di Milano riconobbe Antonio Alberico quale vassallo imperiale e gli restituì le terre occupate da Piccinino. Successivamente, a seguito del tentativo di impadronirsi della rocca di Massa compiuto da una fazione di cittadini, il popolo del borgo e della vicaria di Massa offrì allora la signoria ad Antonio Alberico; l'atto di sottomissione, con un accordo favorevole ai cittadini di Massa e con i relativi capitoli, fu redatto dal notaio Antonio da Moncigoli in data 8 dicembre 1441. Pertanto, con questa nuova annessione, Antonio Alberico I Malaspina si poté fregiare, per primo, del titolo di Signore di Massa, che aggiunse a quello di Marchese di Fosdinovo.
Antonio Alberico I Malaspina, marchese di Fosdinovo, fu colui che diede inizio alla signoria familiare che resse il governo della città per oltre un secolo rinnovandone radicalmente la fisionomia e riformandone le rigide strutture feudali di potere altrove ancora imperanti. L'impronta innovatrice così impressa e il titolo marchionale portato ininterrottamente da una generazione all'altra valsero alla città il mutamento del nome in quello di Massa del Marchese. A suo figlio Giacomo I si deve l'erezione della chiesa conventuale di San Francesco (che nell'Ottocento diverrà la cattedrale della diocesi di Massa Carrara) e l'estensione, nel 1473, della propria signoria anche su Carrara (che da allora fu unita in modo pressoché inscindibile alle sorti di Massa). Suo figlio Antonio Alberico II divenne marchese di Massa e signore di Carrara nel 1481 ma, essendo privo di eredi maschi e avendo diseredato i nipoti in seguito alla ribellione del fratello Francesco, designò a succedergli la figlia primogenita Eleonora benché la legge di successione dei Malaspina escludesse le donne. Deceduta però Eleonora nel 1515, alla morte di Alberico nel 1519 fu quindi la secondogenita Ricciarda I a prenderne il posto sul trono apuano.
Giovane, orfana, già vedova e con diritti incerti sul proprio titolo, la marchesa si rivelò donna di forte temperamento, colta e intelligente. Per prima cosa cercò nelle nozze (14 maggio 1520) con Lorenzo Cybo (cugino di papa Leone X e nipote sia di papa Innocenzo VIII che di Lorenzo il Magnifico) la protezione di quell'illustre casato influente tanto a Genova come nella Curia romana. Quindi si schierò apertamente con l'imperatore Carlo V che, bisognoso di appoggi per la sua politica italiana, vedeva nel piccolo stato di confine tra Lucca e Genova, dotato di porto e a guardia del Passo della Cisa, un alleato minore ma non trascurabile. In concreto ciò le valse nel settembre 1529 l'investitura imperiale (che sanava così il vulnus della sua salita al trono) e il permesso imperiale (21 marzo 1530) di associare il marito al governo e la facoltà di scegliersi l'erede.

## Massa cybea

Lo stemma dei Cybo-Malaspina

Il matrimonio di Ricciarda I diede avvio alla discendenza dei Cybo-Malaspina, di cui fu capostipite Alberico I. Ereditata la signoria alla morte della madre (1553), il giovane marchese non ancora ventenne riprese la politica progressista dei Malaspina rivelandosi un profondo innovatore della corte massese, cui diede lustro e fama grazie ai legami di parentela e alle notevoli capacità politiche. Seppe infatti muoversi con abilità e diplomazia tanto da ricevere dall'imperatore Massimiliano II i titoli di principe di Massa e marchese di Carrara (23 agosto 1568), dal 1590 poté fregiare il suo stemma con l'aquila nera imperiale e, prima di morire a 94 anni, ebbe la soddisfazione di veder innalzata la "sua" Massa al rango di città dall'imperatore Ferdinando II (1605). Massa fu la seconda città a ottenere tale riconoscimento nel territorio oggi compreso nella Provincia di Massa Carrara, dopo la sola Fosdinovo (che l'ottenne sotto Carlo V d'Asburgo, nella prima metà del '500). Oltre all'aspetto amministrativo ed economico, Alberico I curò anche l'esecuzione di sostanziali opere di rinnovamento urbano a Carrara ma soprattutto a Massa, dove "fondò" la cosiddetta Massa Nova o Massa Cybea trasformando il vecchio borgo di Bagnara in quello che è tuttora il centro storico cittadino, la cinse di un'ampia cerchia di mura fortificate (1557-1617), vi eresse Palazzo Ducale come nuova sede della corte, trasferendola dall'antica Rocca Malaspina, e intervenne sull'arredo urbano (fontane e portali) utilizzando il pregiato marmo delle vicine cave che, grazie alle sue attenzioni, divenne una delle principali fonti di ricchezza del piccolo stato.
Il lungo e buon governo di Alberico si concluse nel 1623. Il principato passò quindi nelle mani del nipote Carlo I, appassionato di scienza e letteratura, cui nel 1662 succedette il figlio Alberico II che ottenne il titolo di duca di Massa e principe di Carrara (1664). 
Nel 1690 lo scettro ducale passò a suo figlio Carlo II; il suo governo fu intaccato spesso dalle accuse di imparzialità verso i Borbone, impedendogli di apportare miglioramenti significativi alla città. Sua moglie, Teresa Pamphili, ornó Massa con elementi caratteristici della sua città di origine, Roma. Dal loro matrimonio, nacquero cinque femmine, delle quali una morì bambina mentre le altre quattro diventarono suore, e quattro maschi: Alberico III, Cammillo, e i restanti due entrambi chiamati Alderano, ma di essi uno morì in giovane età. 
Al trono passò il primogenito Alberico III, una persona molto riservata e mal vista dalla corte a causa dei problemi creati dal padre Carlo II, ma di estrema dolcezza. Morì molto presto, e il successore non fu il secondogenito, Cammillo, ma bensì Alderano; il primo era cardinale a Roma, perciò decise tenere la propria posizione e passare quella di duca di Massa al fratello terzogenito. 
Alderano era una persona vivace e dinamica, che amava la bellezza e le arti. Massa, nel suo periodo di governo, ebbe un grande splendore, che poi però fu soffocato dai bassi renditi, causati anche dal patto col fratello Cammillo. Durante il suo regno, ci furono anche liti con la Repubblica di Lucca, la quale tentò di attaccare Massa, il 24 aprile 1716. Stanco, il duca massese chiese aiuto all'Imperatore Carlo VI, chiedendo un risarcimento dalla Repubblica di Lucca per la scorrettezza dei gesti. Il denaro ricevuto dal ducato di Massa era molto, denaro con cui il duca risolse la maggior parte dei debiti. Ebbe, dal matrimonio con Ricciarda Gonzaga, tre figlie, Maria Teresa, Marianna e Maria, delle quali la primogenita divenne successore del padre. Così, terminò definitivamente la casata dei Cybo, insieme alla morte di Cammillo.
Maria Teresa, vide morire suo padre, e fu così educata dalla madre ormai vedova Ricciarda. La ragazza crebbe diventando sensibile, buona, generosa, volenterosa e misericordiosa; queste virtù la resero una principessa amata e rispettata, sia a Massa che a Carrara; munì la prima di un ospedale, per il bene dei sudditi, e la seconda di un'accademia delle arti, tuttora esistente. Tuttavia, non fu premiata dal marito Ercole III d'Este, che dimostrava poco interesse nei suoi confronti, e infine la abbandonò. Morì, triste di questo fatto e di chi, come il marito, approfittava della sua bontà, a Reggio, e in suo onore i cittadini di Massa e Carrara organizzarono grandiosi e solenni funerali.
Le successe la sua unica figlia, Maria Beatrice d'Este, che visse i suoi primi anni a Milano. Ma una volta consapevole del possesso del Ducato di Massa, si impegnò al massimo per la città, abbassandosi al livello dei sudditi, ascoltandoli, capendoli e confortandoli. Divenne una vera "amica" per Massa, riportando in città pace e allegria. Ma tutti i suoi progetti caddero in rovina, con le guerre che iniziarono a colpire l'Italia, che la tolsero dal comando della città. Depressa, tornò a Milano, col cuore che però le rimarrà impresso nella città degli agrumi.

## Massa ducale
Massa venne nominata "Massa ducale" già dal Seicento (con la creazione del ducato) ma specialmente dopo l'annessione per successione ereditaria al ducato di Modena e Reggio nel corso dell'Ottocento quando passerà ai Duchi d'Austria-Este (e conseguentemente perderà l'aggettivo di "cybea"). A inizio Ottocento la città era stata invece assegnata al Principato di Lucca e Piombino, per mano di Napoleone.
La nuova principessa era la sorella dello stesso condottiero, Elisa Bonaparte Baciocchi, da molti considerata una psicopatica[senza fonte], piuttosto egoista e vanitosa. Massa era la sua residenza estiva: alloggiava a Palazzo Ducale, in Piazza Grande (attuale Piazza Aranci). Qui, esisteva l'antica cattedrale di Massa, la chiesa di San Pietro in Bagnara, un imponente edificio annesso all'oratorio di San Sebastiano, quest'ultimo distrutto dalla Seconda Guerra mondiale. Alla principessa infastidiva l'odore proveniente dalla chiesa e il chiasso dei fedeli, e la considerava un intralcio alla visuale della piazza, così nel 1818[senza fonte], nonostante il dissenso dei cittadini, la abbatté, senza minimamente curarsi del suo valore artistico. La principessa, fece demolire pure parte delle mura, senza un apparente motivo. Non fu per questo molto apprezzata dai cittadini, ma per fortuna col Congresso di Vienna Massa tornò nelle mani dell'amatissima[senza fonte], Maria Beatrice d'Este, entusiasta di essere nuovamente al potere.
L'11 aprile 1815 nei pressi di Massa si combatté l'omonima battaglia, parte della guerra austro-napoletana, tra la 3ª Divisione dell'esercito napoletano del generale Giuseppe Lechi e le forze austro-toscane del generale Laval Nugent von Westmeath. La battaglia si risolse con la vittoria difensiva austriaca e l'inizio della ritirata napoletana dalla Toscana.
Maria Beatrice d'Este munì la città di un ulteriore ospedale, un acquedotto, una diocesi, di un ponte sul fiume Frigido e dell'attuale strada della Foce, che collega Massa a Carrara. Trasformò poi la chiesa di San Francesco in cattedrale, sostituendo la ormai demolita San Pietro in Bagnara. Morì nel 1829, lasciando un marchio indelebile nella sua città e nei suoi abitanti, lasciandoli al figlio Francesco IV, e al dominio perciò estense. Massa in seguito fu teatro di scontri tra partiti per l'unione dei territori e gli estensi, i quali ovviamente ebbero il sopravvento. 
Negli ultimi periodi della città di Massa prima dell'unità d'Italia, la vediamo annessa al Regno di Sardegna, con la cacciata degli Este.

## Massa italiana
Durante l'unità d'Italia, Massa ebbe una grande espansione economica, demografica e territoriale, uscendo dalla cinta muraria rinascimentale. Ciò accadde grazie al ruolo di capoluogo di provincia, e alle vie di comunicazione in seguito create. Subì ingenti danni nella prima guerra mondiale, ma la vera strage la vediamo nella seconda guerra mondiale: la città era a ridosso della linea gotica, confine tedesco che tratteneva gli americani a sud di Montignoso. Sulle Alpi Apuane sopra Massa risiedevano i partigiani, che con temerarietà e coraggio cacciarono i tedeschi dalla città, assieme agli americani. Molte persone morirono, la città era stata gravemente bombardata. 
Nel 1938 il comune di Massa venne fuso con i comuni di Carrara e Montignoso, formando il nuovo comune di Apuania. Esso venne disciolto nel 1946, dopo la fine della guerra.
La città di Massa e la sua popolazione subirono gravi danni nel corso della seconda guerra mondiale. Massa, infatti, era situata lungo la Linea Gotica e dal settembre 1944 all'aprile 1945 fu duramente provata dai bombardamenti anglo-americani. La città fu poi liberata dalle truppe statunitensi, che la occuparono il 10 aprile 1945.